# Nyctiphrynus
Nyctiphrynus is een geslacht van vogels uit de familie van de nachtzwaluwen (Caprimulgidae). De wetenschappelijke naam van het geslacht is voor het eerst geldig gepubliceerd in 1857 door Bonaparte.

## Soorten
De volgende soorten zijn bij het geslacht ingedeeld:
- Nyctiphrynus mcleodii – Mexicaanse poorwill
- Nyctiphrynus ocellatus – Gevlekte poorwill
- Nyctiphrynus rosenbergi – Chocópoorwill
- Nyctiphrynus yucatanicus – Yucatánpoorwill